# أولمبياد الشطرنج ال41
سيعقد أولمبياد الشطرنج الواحد والأربعون في فصل الصيف عام 2014 في مدينة ترومسو النرويجية تحت إشراف الاتحاد الدولي للشطرنج ،وسيجمع ما بين أولمبياد الرجال وأولمبياد النساء ودوري مفتوح لممارسي لعبة الشطرنج . فضلا عن العديد من المصممة لنشر لعبة الشطرنج.
تنافست مدينتين لاستضافة الحدث - ألبينا في بلغاريا وترومسو في النرويج. استمرت إجراءات المناقصة عدة أيام، في النهاية فاز النرويجيون بفارق الأصوت 95 مقابل 47.

## الموقع الرسمي
http://tromso2014.no/